# Павловец, Максим Витальевич
Максим Витальевич Павловец (бел. Максім Віталевіч Паўлавец; род. 8 августа 1996, Пинск, Брестская область) — белорусский футболист, полузащитник.

## Карьера

### Начало карьеры
Воспитанник футбольной академии пинской «Волны». В 2013 году футболист стал привлекаться к играм с основной командой клуба, за который по итогу провёл 3 матча в рамках Первой Лиги. Затем футболист летом 2018 года футболист перебрался в «Смолевичи-СТИ». Дебютировал за клуб 7 сентября 2013 года в матче против «Лиды», выйдя на замену на 77 минуте.

### «Славия-Мозырь»
В начале 2014 года футболист перешёл в мозырскую «Славию». Дебютировал за клуб 19 апреля 2014 года в матче против «Смолевичей-СТИ», выйдя на замену на 77 минуте. По ходу сезона футболист оставался игроком скамейки запасных, регулярно выходя на поле. По итогу сезона вместе с клубом стал серебряным призёром Первой Лиги.
Новый сезон футболист начинал на скамейке запасных. Первый матч сыграл 16 июля 2015 года в рамках Кубка Беларуси против «Барановичей». Дебютный матч в Высшей Лиге сыграл 10 августа 2015 года против солигорского «Шахтёра». Первой результативной передачей отличился 27 сентября 2015 года в матче против брестского «Динамо». Сам футболист на протяжении сезона сыграл 9 матчей во всех турнирах, отличившись голевой передачей.
В начале 2016 года продолжил тренироваться с основной командой мозырского клуба. Первый матч в сезоне сыграл 2 апреля 2016 года против «Слуцка», выйдя на замену на 75 минуте. На протяжении сезона оставался игроком замены, результативными действиями не отличившись.
Следующий сезон футболист начинал со скамейки запасных. Первый матч сыграл 30 апреля 2017 года против брестского «Динамо», выйдя на замену в начале второго тайма. В конце июня 2017 года футболист закрепился в основной команде клуба и стал игроком стартового состава. Однако по итогу сезона вместе с клубом занял предпоследнее место в чемпионате и отправился в Первую Лигу.

#### Аренда в «Волну» Пинск
В феврале 2018 года футболист находится в распоряжении пинской «Волны» и вскоре присоединился к лубу на правах арендного соглашения до конца сезона. Первый матч сыграл 7 апреля 2018 года против бобруйской «Белшины». Футболист сразу же закрепился в основной команде пинского клуба, став одним из ключевых игроков. Дебютные голы забил 13 июня 2018 года в матче Кубка Беларуси против красносельского «Цементника», оформив дубль. В январе 2019 года футболист покинул клуб, также прервав свою футбольную карьеру в связи с призывом на службу в армию.

### «Гранит» Микашевичи
В апреле 2020 года футболист после службы присоединился к микашевичскому «Граниту». Дебютировал за клуб 18 апреля 2020 года в матче против «Крумкачей». Футболист сразу же закрепился в основной команде микашевичского клуба. Первым результативным действием за клуб отличился 16 мая 2020 года в матче против «Орши», отдав голевую передачу. Дебютный гол за клуб забил 6 июня 2020 года в матче Кубка Беларуси против столбцовского «Кронона». По итогу сезона вместе с клубом закончил чемпионат на предпоследнем месте.

### «Волна» Пинск
В феврале 2021 года футболист в очередной раз вернулся в пинскую «Волну». Первый матч в сезоне сыграл 18 апреля 2021 года против бобруйской «Белшины». Первым результативным действием за клуб отличился 1 мая 2021 года в матче против новополоцкого «Нафтана», отдав голевую передачу. Первую половину сезона футболист провёл как один из ключевых игроков пинского клуба, однако затем во второй половине сезона стал также выходить на поле со скамейки запасных. В феврале 2022 года футболист покинул клуб.

### «Крумкачи»
В апреле 2022 года футболист присоединился к минским «Крумкачам». По итогу сезона вместе с клубом вышел в финал Второй Лиги, где 13 ноября 2022 года уступили победу «Ниве». В апреле 2023 года футболист продлил контракт с клубом.